# Ulf Edefuhr
Ulf Edefuhr, född 6 juli 1954, är en svensk musiker (gitarrist) som under 1980-talet spelade steelguitar i Hasse Anderssons kompgrupp Kvinnaböske Band.
Edefuhr medverkar på skivorna:
- Änglahund
- Höstens sista blomma
- Med lånade låtar & vänner till hjälp
- Tie bilder
- Jul i Kvinnaböske
- En halvdansk
- Hasses Jukebox